# Marian Balaban
Marian Balaban (n. 11 noiembrie 1942) este un fost deputat român în legislatura 1990-1992, ales în județul Caraș-Severin pe listele partidului PNL. În cadrul activității sale parlamentare, Marian Balaban a fost membru în grupurile parlamentare de prietenie cu Australia, Regatul Belgiei, Republica Libaneză și Republica Polonă.